# Trichosanthes auriculata
Trichosanthes auriculata är en gurkväxtart som beskrevs av Rugayah. Trichosanthes auriculata ingår i släktet Trichosanthes och familjen gurkväxter. Inga underarter finns listade i Catalogue of Life.